# جاك بلين
جاك بلين هو لاعب هوكي جليد كندي، ولد في 19 يوليو 1947 في غاتينو في كندا.

## وصلات خارجية
- جاك بلين على موقع IMDb (الإنجليزية)

- جاك بلين على موقع EliteProspects.com (الإنجليزية)
- جاك بلين على موقع HockeyDB.com (الإنجليزية)
- جاك بلين على موقع Hockey-Reference.com (الإنجليزية)